# Masqat Club
El Masqat Club o Muscat Club (àrab: نادي مسقط, Nādī Masqaṭ, ‘Club de Masqat’) és un club de futbol omanita de la ciutat de Muscat.

## Història
El club va ser fundat la primavera de l'any 2004 com a fusió dels clubs Rowi i Al Bustan.

## Palmarès
- Lliga omanita de futbol:[4]
  - 1978, 2003 (com a Rowi)
  - 2006
- Copa Sultan Qaboos:[5]
  - 2003 (com a Rowi)
- Supercopa omanita de futbol:[5]
  - 2004, 2005
- Oman First Division League:
  - 2014-15